# 燻製ニシンの虚偽
燻製ニシンの虚偽（くんせいニシンのきょぎ）、またはレッド・ヘリング（英語: red herring）は、本来の問題から注意をそらし、論点をすり替える論理的誤謬を指す用語である。また、ミステリーや探偵小説などで、読者や登場人物を誤った結論へ導くために用いられる文学的手法を指す語でもある。

## 論理的誤謬
非形式的誤謬としての「燻製ニシンの虚偽」は関連性の誤謬の一形態である。相手に反論する際に、本来の問題（論点）から他の問題へと注意をそらしたり、無関係な論点を導入して推論を行う誤り。「論点変更の虚偽」（Mutatio Elenchi）の同義語。
日常会話におけるこの誤謬の例は、以下のようなケースが考えられる。
- 娘「トッドに振られてすごく傷ついた」
- 母「アフリカの飢えた子供たちのことを考えてごらんなさい。あなたの悩みなんてかなり取るに足りないものに思えるでしょう」

この「もっと悪い状況を考えたらマシだろう」という論法は「空虚な慰めの誤謬」（fallacy of empty consolation）とも呼ばれる燻製ニシンの虚偽の典型例である。

## 文学的手法
フィクションやノンフィクションにおいて、作家は読者や聴衆を誤った結論に導くための偽の手がかりを意図的に仕掛けるために、燻製ニシンの虚偽を使用することがある。例えば、ミステリ作品において、犯人の正体を探っていく過程では、無実の登場人物に疑いが向かうように偽りの強調をしたり、ミスディレクション（誤った手がかり）を与えたり、「意味深長な」言葉を並べるなど、様々な騙しの仕掛けを用いて、著者は読者の注意を意図的に誘導する。読者の疑いは、誤った方向に導かれ、少なくとも当面の間、真犯人は正体を知られないままでいる。また、ストーリーの途中まで主人公以外の人物をそのように見せる「偽主人公」も、燻製ニシンの虚偽の例である。

## 歴史
red herringの直訳は「赤いニシン」であるが、これは、そのような名の魚種があるわけではなく、濃い味付けのキッパーを意味している。キッパーとはイギリスの料理で、主としてニシンを塩漬けや燻製のいずれか、または両方の加工をした料理のことである。この加工によって、魚には独特の鼻につく臭いがつき、濃い塩水を使うことで魚の身が赤くなる。

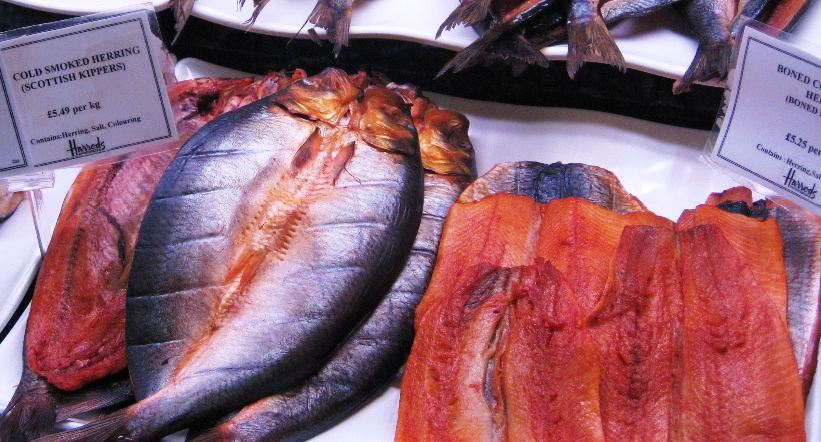
ニシンのキッパー。

英語における慣用表現としての red herring の意味は、猟犬の訓練手法に由来する表現であると考えられていた。いくつかの異なる説があるが、その1つは、鼻を突く臭いを放つ燻製ニシンを引きずって子犬にその臭いを追うように仕込む、というものである。その後、犬がキツネやアナグマのかすかな臭いを追えるように仕込まれていくと、訓練士は、今度は（その強い臭いで動物の臭いを紛れさせるために）燻製ニシンを動物の痕跡と交差する方向に引きずり、犬を惑わす。犬は最終的には、強い臭いに惑わされることなく、元々追っている動物の臭いを追跡できるようになる。これとは別の説では、脱獄した囚人が、追跡する犬に臭いの強い魚を投げて気を逸らせようとしたことによるとされる。
実際にはこのような手法が犬の訓練に用いられることはないし、燻製ニシンが逃亡者に役立つこともない。この慣用表現はジャーナリストのウィリアム・コベットが、自身が創設した週刊新聞 Weekly Political Register 紙に、1807年2月14日に発表した記事に由来するものと思われる。（ナポレオン率いるフランス軍が苦戦の末、辛勝したアイラウの戦いについて）ナポレオンの敗北を誤報したイギリスの新聞を批判する記事の中でコベットは「かつてウサギを追う犬の気を逸らそうと、燻製ニシンを使ってみたことがある」という話を持ち出した上で、「政治的な燻製ニシンの効果は、ほんの一瞬のものでしかない。土曜には、その臭いも石のようにさめきってしまった」と記している。
イギリスの語源研究家マイケル・キニオンは、「この話は（コベットによって）1833年にも繰り返し使われ、それは『赤いニシン』の比喩的含意を読者に意識させるのに十分であったが、不幸なことに、それが実際の狩猟者がやっていることに由来するのだという誤解も生んでしまった」と述べている。